# 奈良県立耳成高等学校
奈良県立耳成高等学校（ならけんりつ みみなし こうとうがっこう、英: Nara Prefectural Miminashi High School）は、奈良県橿原市常盤町に所在した県立高等学校。略称および通称は耳高 （）。

## 概要
1983年（昭和58年）4月に開設された全日制普通科高校。奈良県立畝傍高等学校と統合する際、事実上の吸収合併により、2006年（平成18年）3月に閉校、廃止された。校地と校舎は改築され奈良県橿原総合庁舎と複合施設「JAならけんファーマーズマーケット まほろばキッチン」として再利用されている。
学習指導に関しては二学期制を採用し、進路指導に関しては第二学年よりコース別クラス編成を実施していた。。

### 教育方針

#### 校訓
校訓は「敬愛」「力行」「創造」であった。
- 敬愛・・・尊敬と親しみの気持ちをもつこと
- 力行・・・努力して仕事などにはげむこと。中庸の中の一説「学を好むは知に近く、力行は仁に近く、恥を知るは勇に近し」
- 創造・・・それまでなかったものを初めてつくり出すこと

## 沿革

### 年表
- 1983年（昭和58年）
  - 4月1日 - 奈良県立耳成高等学校開校。
  - 4月11日 - 開校式並びに第1回入学式を挙行。405名（男子186名・女子219名）入学。
- 1985年6月8日 - 落成式を挙行。
- 1992年（平成4年）10月28日 - 創立10周年記念式典を挙行。
- 1996年1月2日 - 第74回全国高等学校サッカー選手権大会に出場。
- 1997年4月25日 - 県立高等学校セミナーハウス落成記念式典を挙行。
- 2000年12月31日 - 第79回全国高等学校サッカー選手権大会に出場。
- 2002年10月26日 - 創立20周年記念式典挙行。
- 2003年
  - 9月22日 - 2004年度以降の生徒募集停止を公表。
  - 12月19日 - 「奈良県立高等学校設置条例の一部を改正する条例」の議決により、奈良県立耳成高等学校の廃止と、校名を「奈良県立畝傍高等学校」とする奈良県立畝傍高等学校との統合校の設置を決定[注釈 1]。
- 2006年3月31日 - 奈良県立耳成高等学校閉校、廃止[1]。

## 基礎データ

### 所在地
- 奈良県橿原市常盤町616

### アクセス
- 奈良交通バス「常盤町東（(旧)耳成高校前）」停留所より北東へ約500ｍ（徒歩約7分）
- 近鉄大阪線「耳成駅」より北北東へ約1.5kｍ（徒歩約21分）

### 象徴

#### 校章
学校の南西方に見える耳成山一帯には、古くから「いちいがし」が密生し、当時の人々の生活に深いかかわりを持っていた。この「いちいがし」の葉を組み合わせて図案化したものである。この六枚の葉は、知・徳・体に加えて、奉仕の精神・創造力・実践力とも、それぞれ調和のとれた発展を目指して育つ若人の理想を象徴したものであった。

#### 校歌
校歌は、栢木喜一による作詞、中嶋英俊による作曲。歌詞は3番まであり、各番に校名の「耳成高校」が登場する。

## 設置する課程、学科及び定員
- 全日制課程
  - 普通科 - 840名（募集人員280名：一般選抜）

## 学校行事

### 文化祭
文化祭は「耳成祭」と呼ばれ、毎年9月初旬に開催された。

## 高校関係者と組織

### 高校関係者組織
- 奈良県立耳成高等学校同窓会「miminashi21」 - 耳成高等学校の卒業生と元教職員による同窓会組織。
- 奈良県立耳成高等学校育友会 - 生徒保護者による保護者会組織
- 奈良県立耳成高等学校文化体育後援会 - 生徒保護者による後援会組織
- 橿耳会（） - 卒業生保護者による後援会組織

### 高校関係者一覧

#### 著名な出身者
- 杉本倫治 - 元プロサッカー選手
- 古田泰士 - 元サッカー選手
- 梅本由紀 - 元女子プロ野球選手

### 施設
2009年（平成21年）まで、校舎は全国高等学校総合体育大会の開催準備及び大会運営本部関連施設として再活用された。2013年、グラウンドは奈良県農業協同組合による農産物直売所を中核とした複合施設「JAならけんファーマーズマーケット まほろばキッチン」に転用された。
中南和地域の奈良県庁出先機関の再配置計画により、校舎は改築されて奈良県橿原総合庁舎となり、2015年1月より業務を開始した。また屋上には庭園が設置され、同年3月より一般開放された。